# WPRK
Koordinaten: 28° 35′ 41″ N, 81° 20′ 6″ W
WPRK ist ein Hochschulradio in Winter Park, Florida. Das Radio wird seit dem 8. Dezember 1952 vom Rollins College betrieben, ist im größeren Teil der Metropolregion Orlando zu hören und sendet auf 91,5 MHz. Auf dem Hörfunksender wird ein abwechslungsreich-eklektisches Programm, das vor allem aktuelle Indie-Musik und Sportübertragungen des Rollins-College-Teams umfasst, ausgestrahlt.
Der Sender versucht, vor allem Musik zu spielen, die kommerzielle Sender nicht im Programm haben, mit einem hohen Anteil lokaler Bands. Im Tagesprogramm gilt die Auflage, dass ein gewisser Anteil der gespielten Songs nicht in den letzten drei Monaten im Sender gelaufen sein darf. Das Callsign WPRK steht für den Sendeort Winter PaRK.

## Geschichte

### Vorgeschichte und erste Jahre

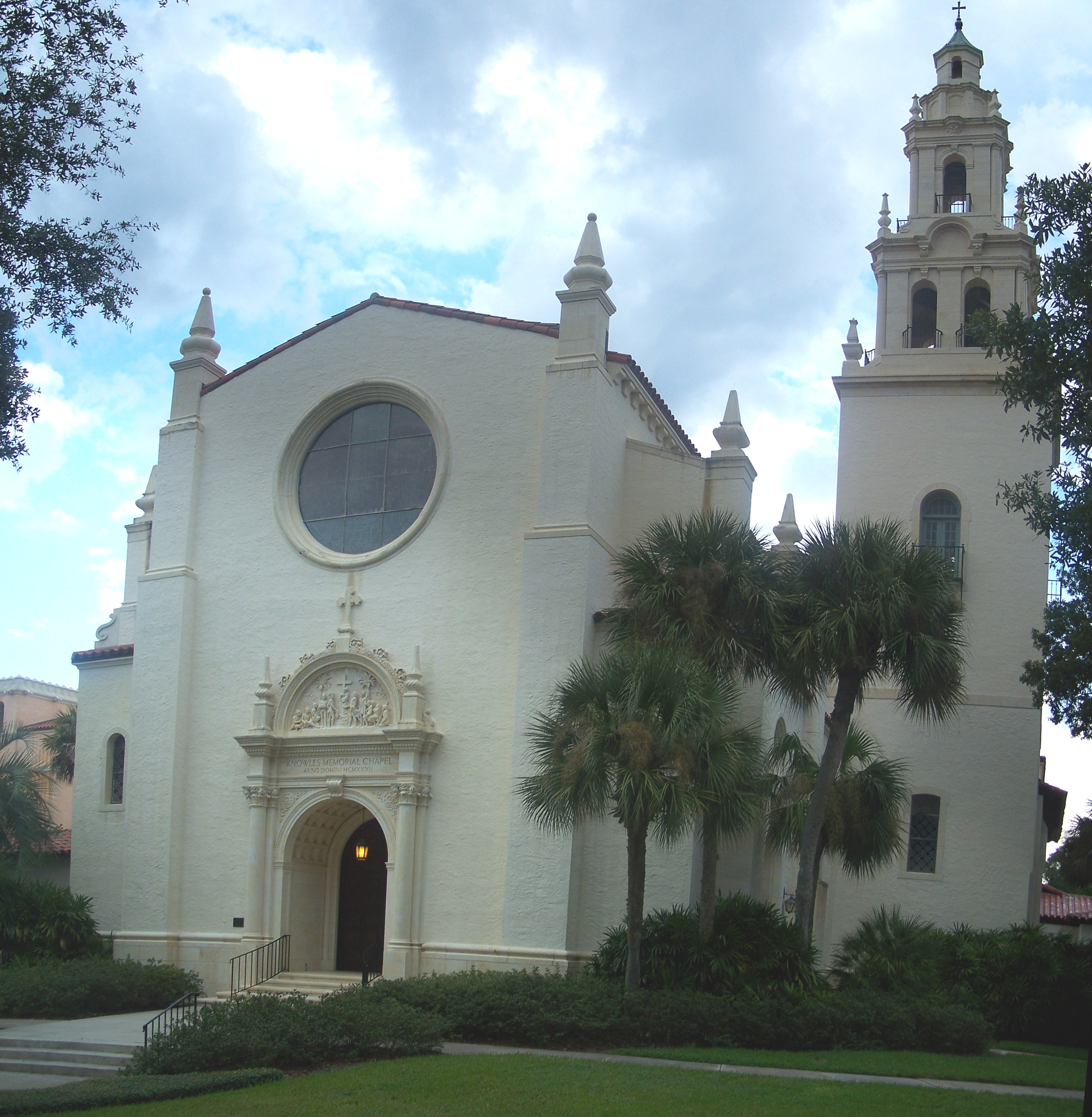
Aus dem Knowles Memorial Chapel wurden von WPRK Gottesdienste übertragen

WPRK begann als Sender, der eng mit der Collegeverwaltung zusammenarbeitete. Der Sender litt im Laufe der Geschichte an den Problemen, die viele College-Radios hatten: einer stark wechselnden Finanzierung durch die Universität, ehrenamtliche Helfer mit schwankendem Zeiteinsatz und Motivation, inhaltliche Konflikte zwischen studentischem Personal, der Universität und der Federal Communications Commission (FCC). Allerdings konnte er sich auch als einziger Sender Orlandos behaupten, der kein Formatradio veranstaltet und bei dem die Programmgestalter weitgehend unabhängig vom Management sind.
WPRK war bereits das zweite College-Radio aus Rollins. 1924 hatten ein Physikprofessor und einige seiner Studenten einen Mittelwellensender aufgestellt und erste Radioprogramme gesendet. Das Programm, das vor allem aus der Übertragung von Vorlesungen bestand, war jedoch nie ein großer Erfolg und wurde verkauft. Aus dem Sender entwickelte sich der in Orlando ansässige private Sender WDBO.
Auf 88,1 MHz sendete ein 10-Watt-Sender vor allem klassische Musik von Musikstudenten, Ansagen der Studentenpflichten, Debatten und Gottesdienste aus der collegeeigenen Knowles Memorial Chapel. Den Beginn finanzierte die Ford Foundation. Zu den ersten Unterstützern gehörte der damalige US-Präsident Dwight D. Eisenhower, der als ausgewiesener Anhänger des College-Radio-Gedankens am dritten Sendetag ein längeres Grußwort sprach, wobei er ausdrückte, dass WPRK dazu beitragen könne, mit der Ausbreitung großer Ideen großen Männer und Frauen die Freiheit zu erhalten. Er war damit der erste US-Präsident, dessen Stimme auf einem Hochschulradio zu hören war.

### Expansion
Anfangs sendete der Sender ein fünf-stündiges Programm wochentags, mittlerweile hat er ein 24-Stunden-Programm. Das Studio befand sich im Keller der Mills Memorial Library auf dem Campus, was WPRK zu dem Slogan The best in Basement Radio inspirierte. Neben den wenigen hauptamtlichen Kräften arbeiteten im Jahr 2008 über 80 DJs im Sender.
1954 rüstete der Sender auf 250 Watt Sendeleistung auf, 1964 rühmte er sich, die „meisten Zuhörer pro Watt“ zu besitzen. Im Laufe der Jahrzehnte bewegte sich das Radio weg von der klassischen Musik und Diskussionssendungen, mehr hin zu einem Format mit modernerer Musik, in dem die Studenten und ihr Geschmack einen größeren Einfluss auf die Programmgestaltung hatten. Der Manager zwischen 1978 und 1990, J. Gordon Fraser, dehnte das Programm schließlich auf tägliche Sendungen aus. Neben experimenteller klassischer Musik und Freejazz führte er längere „Freeform“-Formate ein, in denen die studentischen DJs praktisch freie Hand bei der Sendungsgestaltung hatten.
Da die Gegend um Orlando gewitterreich ist und sich Orlando selbst als Blitzhauptstadt der Welt beschreibt, erlitten die verschiedenen WPRK-Antennen im Laufe ihres Bestehens diverse direkte Blitzeinschläge. Der einzige Tag seit dem Amtsantritt Frasers, an dem WPRK nicht auf Sendung war, war im September 1985, als Hurrikan Elena Orlando traf.

### Inhaltliche Unabhängigkeit und Fast-Verkauf
1989 setzten die Studenten durch, dass das Rollins-College die inhaltliche Kontrolle auf dem Sender größtenteils aufgab. Seitdem liegt die inhaltliche Auswahl faktisch bei den studentischen Betreibern selber. 2000 allerdings war die Beteiligung am Sender auf einen Tiefpunkt gesunken, nur noch 16 ehrenamtliche Kräfte aus der Universität hielten den Sender am Leben. Dazu kamen 55 DJs, die keine Verbindung zum College hatten. Die Zuhörerzahlen lagen zeitweise unter 50 gleichzeitigen Hörern. In einem Radiomarkt, der mittlerweile zu den 35 größten der USA gehörte, plante das College den gesamten Sender und seine Lizenz an das Lokalradio WMFE zu verkaufen. Der NPR-Ableger WMFE hätte nach dem Abkommen das gesamte Morgen- und Abendprogramm produziert und den Studenten als Praktikanten erlaubt das Nachtprogramm zu gestalten. Nur größere Proteste von Studentenschaft, Radiomachern und aus Teilen der Bewohnerschaft Orlandos konnten dies verhindern. Rollins College stellte einen hauptamtlichen Geschäftsführer ein, die Zahl der Ehrenamtler im Radio hatte sich im Laufe der Proteste von 16 auf 32 verdoppelt. Uni und Studenten einigten sich, das Programm wieder mehr auf Belange des Rollins College zu konzentrieren und weniger auf die gesamte Region Orlando.
Im Jahr 2005 versuchte der WPRK-DJ Dave Plotkin, den Weltrekord für die längste Live-Radiosendung eines DJs zu brechen. Zwar hielt er die anvisierten 110 Stunden durch, wurde danach jedoch vom Guinness-Buch der Rekorde informiert, dass sich in dessen Datenbank bereits ein erfolgreicher 120-Stunden-Weltrekordversuch aus dem Jahr 2003 gefunden hatte. Daraus erwuchs die Tradition eines regelmäßigen mehrtägigen Fundraising-Marathons wechselnder Qualität. Die mittlerweile zwei hauptamtlichen Mitarbeiter und der Sendebetrieb werden aber weiterhin überwiegend durch das Rollins College finanziert. Zwei hauptamtliche und 110 ehrenamtliche Mitarbeiter senden über 1300 Watt ein tägliches 24-Stunden-Programm, das in etwa 16 Meilen Umkreis zu empfangen ist.